# Pimelodella martinezi
Pimelodella martinezi är en fiskart som beskrevs av Fernández-yépez, 1970. Pimelodella martinezi ingår i släktet Pimelodella och familjen Heptapteridae. Inga underarter finns listade i Catalogue of Life.